# Dobranowice (powiat wielicki)
Dobranowice – wieś w Polsce położona w województwie małopolskim, w powiecie wielickim, w gminie Wieliczka.
Wieś dóbr prestymonialnych kapituły katedralnej krakowskiej w powiecie szczyrzyckim województwa krakowskiego w końcu XVI wieku. W latach 1975–1998 miejscowość administracyjnie należała do województwa krakowskiego.

## Geografia
Dobranowice położone są w południowej części Pogórza Wielickiego. Leżą 6 km na południowy wschód od Wieliczki. Graniczą z Sułowem (gm. Biskupice), Sławkowicami (gm. Biskupice), Grajowem oraz Huciskiem (gm. Gdów). Dzielą się na pięć części: Górki, Przymiarki, Wieś, Wolę oraz Zawidnie. Przez wieś przepływa potok Podbrzezie.

## Historia
Najstarsze informacje dotyczące wsi pochodzą z przełomu X i XI wieku. W tamtym okresie istniało tam cmentarzysko. W 1292 roku biskup krakowski, Paweł z Przemankowa, zapisał wieś kapitule krakowskiej. 28 lutego 1867 obszar Dobranowic został powiększony o tereny Woli Dobranowskiej.
| Poprzednie nazwy | Poprzednie nazwy |
| Data             | Nazwa            |
| ---------------- | ---------------- |
| ok. 1242         | Dobranowicze     |
| ok. 1295         | Dobronuoicze     |
| ok. 1400         | Dobranouice      |
| ok. 1480         | Dobronyowycze    |
| 1489             | Dobranovicze     |
| 1491             | Dobranyowycze    |
| 1494             | Dobranyovycze    |
| 1496             | Dobranyowicze    |
| 1498             | Dobranowicze     |
| 1499             | Dobranowycze     |
| 1529             | Dobronyewicze    |
| 1529             | Dobranyewicze    |
| 1530             | Dobronovice      |
| 1782             | Dobradniowice    |